# Calzada de Vergara
Calzada de Vergara es una localidad española perteneciente al municipio de Jorquera, en la provincia de Albacete, comunidad autónoma de Castilla-La Mancha.

## Demografía
Evolución de la población
| Gráfica de evolución demográfica de Calzada de Vergara entre 2000 y 2017 |
|                                                                          |
| Población de derecho (2000-2017) según el padrón municipal del INE       |